# Descomposició de Helmholtz
En física i matemàtiques, el teorema de descomposició de Helmholtz o teorema fonamental del càlcul vectorial estableix que certs camps vectorials diferenciables es poden resoldre en la suma d'un camp vectorial irrotacional (sense rínxols) i un camp vectorial solenoidal (sense divergència). En física, sovint només es discuteix la descomposició de camps vectorials prou suaus i que decauen ràpidament en tres dimensions. Porta el nom de Hermann von Helmholtz.

## Definició
Per a un camp vectorial {\displaystyle \mathbf {F} \in C^{1}(V,\mathbb {R} ^{n})} definit en un domini {\displaystyle V\subseteq \mathbb {R} ^{n}}, una descomposició de Helmholtz és un parell de camps vectorials {\displaystyle \mathbf {G} \in C^{1}(V,\mathbb {R} ^{n})} i {\displaystyle \mathbf {R} \in C^{1}(V,\mathbb {R} ^{n})} de manera que: {\displaystyle {\begin{aligned}\mathbf {F} (\mathbf {r} )&=\mathbf {G} (\mathbf {r} )+\mathbf {R} (\mathbf {r} ),\\\mathbf {G} (\mathbf {r} )&=-\nabla \Phi (\mathbf {r} ),\\\nabla \cdot \mathbf {R} (\mathbf {r} )&=0.\end{aligned}}} Aquí, {\displaystyle \Phi \in C^{2}(V,\mathbb {R} )} és un potencial escalar, {\displaystyle \nabla \Phi } és el seu gradient, i {\displaystyle \nabla \cdot \mathbf {R} } és la divergència del camp vectorial {\displaystyle \mathbf {R} }. El camp vectorial irrotacional {\displaystyle \mathbf {G} } s'anomena camp de gradient i {\displaystyle \mathbf {R} } s'anomena camp solenoidal o camp de rotació. Aquesta descomposició no existeix per a tots els camps vectorials i no és única.

## Història
La descomposició de Helmholtz en tres dimensions va ser descrita per primera vegada el 1849  per George Gabriel Stokes per a una teoria de la difracció. Hermann von Helmholtz va publicar el seu article sobre algunes equacions hidrodinàmiques bàsiques el 1858,   que formava part de la seva recerca sobre els teoremes de Helmholtz que descriuen el moviment del fluid a la proximitat de les línies de vòrtex.  La seva derivació requeria que els camps vectorials decaiguessin prou ràpid a l'infinit. Més tard, aquesta condició es podria relaxar i la descomposició de Helmholtz es podria estendre a dimensions superiors. Per a les varietats riemannianes, es va derivar la descomposició de Helmholtz-Hodge utilitzant geometria diferencial i càlcul tensorial.   
La descomposició s'ha convertit en una eina important per a molts problemes de física teòrica, però també ha trobat aplicacions en animació, visió per computador i robòtica.

## Espai tridimensional
Molts llibres de text de física restringeixen la descomposició de Helmholtz a l'espai tridimensional i limiten la seva aplicació a camps vectorials que decauen prou ràpid a l'infinit o a funcions de repunt que es defineixen en un domini delimitat. Aleshores, un potencial vectorial A es pot definir, de manera que el camp de rotació estigui donat per {\displaystyle \mathbf {R} =\nabla \times \mathbf {A} }, utilitzant la curvatura d'un camp vectorial.
Sigui {\displaystyle \mathbf {F} } un camp vectorial en un domini limitat {\displaystyle V\subseteq \mathbb {R} ^{3}}, que és dues vegades contínuament diferenciable dins de {\displaystyle V}, i deixeu {\displaystyle S} sigui la superfície que envolta el domini {\displaystyle V} amb la superfície exterior normal {\displaystyle \mathbf {\hat {n}} '}. Aleshores {\displaystyle \mathbf {F} } es pot descompondre en un component sense rínxols i un component sense divergència de la manera següent:
{\displaystyle \mathbf {F} =-\nabla \Phi +\nabla \times \mathbf {A} ,} on
{\displaystyle {\begin{aligned}\Phi (\mathbf {r} )&={\frac {1}{4\pi }}\int _{V}{\frac {\nabla '\cdot \mathbf {F} (\mathbf {r} ')}{|\mathbf {r} -\mathbf {r} '|}}\,\mathrm {d} V'-{\frac {1}{4\pi }}\oint _{S}\mathbf {\hat {n}} '\cdot {\frac {\mathbf {F} (\mathbf {r} ')}{|\mathbf {r} -\mathbf {r} '|}}\,\mathrm {d} S'\\[8pt]\mathbf {A} (\mathbf {r} )&={\frac {1}{4\pi }}\int _{V}{\frac {\nabla '\times \mathbf {F} (\mathbf {r} ')}{|\mathbf {r} -\mathbf {r} '|}}\,\mathrm {d} V'-{\frac {1}{4\pi }}\oint _{S}\mathbf {\hat {n}} '\times {\frac {\mathbf {F} (\mathbf {r} ')}{|\mathbf {r} -\mathbf {r} '|}}\,\mathrm {d} S'\end{aligned}}}i
{\displaystyle \nabla '} és l'operador nabla respecte a {\displaystyle \mathbf {r'} }, no {\displaystyle \mathbf {r} }.
Si {\displaystyle V=\mathbb {R} ^{3}} i per tant és il·limitat, i {\displaystyle \mathbf {F} } desapareix més ràpid que {\displaystyle 1/r} com {\displaystyle r\to \infty }, aleshores es té
{\displaystyle {\begin{aligned}\Phi (\mathbf {r} )&={\frac {1}{4\pi }}\int _{\mathbb {R} ^{3}}{\frac {\nabla '\cdot \mathbf {F} (\mathbf {r} ')}{|\mathbf {r} -\mathbf {r} '|}}\,\mathrm {d} V'\\[8pt]\mathbf {A} (\mathbf {r} )&={\frac {1}{4\pi }}\int _{\mathbb {R} ^{3}}{\frac {\nabla '\times \mathbf {F} (\mathbf {r} ')}{|\mathbf {r} -\mathbf {r} '|}}\,\mathrm {d} V'\end{aligned}}} Això és vàlid en particular si {\displaystyle \mathbf {F} } és dues vegades contínuament diferenciable en {\displaystyle \mathbb {R} ^{3}} i de suport limitat.

### Derivació de la transformada de Fourier
Cal tenir en compte que en el teorema que s'indica aquí, hem imposat la condició que si {\displaystyle \mathbf {F} } no està definit en un domini delimitat, aleshores {\displaystyle \mathbf {F} } es decaurà més ràpid que {\displaystyle 1/r}. Així, la transformada de Fourier de {\displaystyle \mathbf {F} }, denotada com {\displaystyle \mathbf {G} }, té garantida l'existència. Apliquem la convenció {\displaystyle \mathbf {F} (\mathbf {r} )=\iiint \mathbf {G} (\mathbf {k} )e^{i\mathbf {k} \cdot \mathbf {r} }dV_{k}}La transformada de Fourier d'un camp escalar és un camp escalar, i la transformada de Fourier d'un camp vectorial és un camp vectorial de la mateixa dimensió.

## Generalització a dimensions superiors

### Enfocament matricial
La generalització a {\displaystyle d} Les dimensions no es poden fer amb un potencial vectorial, ja que l'operador de rotació i el producte vectorial es defineixen (com a vectors) només en tres dimensions.
Sigui {\displaystyle \mathbf {F} } un camp vectorial en un domini limitat {\displaystyle V\subseteq \mathbb {R} ^{d}} que es desintegra més ràpid que {\displaystyle |\mathbf {r} |^{-\delta }} per {\displaystyle |\mathbf {r} |\to \infty } i {\displaystyle \delta >2}.
El potencial escalar es defineix de manera similar al cas tridimensional com: {\displaystyle \Phi (\mathbf {r} )=-\int _{\mathbb {R} ^{d}}\operatorname {div} (\mathbf {F} (\mathbf {r} '))K(\mathbf {r} ,\mathbf {r} ')\mathrm {d} V'=-\int _{\mathbb {R} ^{d}}\sum _{i}{\frac {\partial F_{i}}{\partial r_{i}}}(\mathbf {r} ')K(\mathbf {r} ,\mathbf {r} ')\mathrm {d} V',} on com a nucli d'integració {\displaystyle K(\mathbf {r} ,\mathbf {r} ')} és de nou la solució fonamental de l'equació de Laplace, però en un espai d-dimensional: {\displaystyle K(\mathbf {r} ,\mathbf {r} ')={\begin{cases}{\frac {1}{2\pi }}\log {|\mathbf {r} -\mathbf {r} '|}&d=2,\\{\frac {1}{d(2-d)V_{d}}}|\mathbf {r} -\mathbf {r} '|^{2-d}&{\text{otherwise}},\end{cases}}} amb {\displaystyle V_{d}=\pi ^{\frac {d}{2}}/\Gamma {\big (}{\tfrac {d}{2}}+1{\big )}} el volum de les boles unitàries d-dimensionals i {\displaystyle \Gamma (\mathbf {r} )} la funció gamma.
Per a {\displaystyle d=3}, {\displaystyle V_{d}} és just igual a {\displaystyle {\frac {4\pi }{3}}}, donant el mateix prefactor que l'anterior. El potencial rotacional és una matriu antisimètrica amb els elements: {\displaystyle A_{ij}(\mathbf {r} )=\int _{\mathbb {R} ^{d}}\left({\frac {\partial F_{i}}{\partial x_{j}}}(\mathbf {r} ')-{\frac {\partial F_{j}}{\partial x_{i}}}(\mathbf {r} ')\right)K(\mathbf {r} ,\mathbf {r} ')\mathrm {d} V'.} Per sobre de la diagonal hi ha {\displaystyle \textstyle {\binom {d}{2}}} entrades que tornen a aparèixer reflectides a la diagonal, però amb un signe negatiu. En el cas tridimensional, els elements de la matriu només corresponen a les components del potencial vectorial {\displaystyle \mathbf {A} =[A_{1},A_{2},A_{3}]=[A_{23},A_{31},A_{12}]}. Tanmateix, aquest potencial matricial només es pot escriure com a vector en el cas tridimensional, perquè {\displaystyle \textstyle {\binom {d}{2}}=d} només és vàlid per a {\displaystyle d=3}.
Com en el cas tridimensional, el camp de gradient es defineix com {\displaystyle \mathbf {G} (\mathbf {r} )=-\nabla \Phi (\mathbf {r} ).} El camp rotacional, en canvi, es defineix en el cas general com la divergència de files de la matriu: {\displaystyle \mathbf {R} (\mathbf {r} )=\left[\sum \nolimits _{k}\partial _{r_{k}}A_{ik}(\mathbf {r} );{1\leq i\leq d}\right].} En un espai tridimensional, això equival a la rotació del potencial vectorial. 

## Formes diferencials
La descomposició de Hodge està estretament relacionada amb la descomposició de Helmholtz , generalitzant des de camps vectorials sobre R3 fins a formes diferencials sobre una varietat riemanniana M. La majoria de les formulacions de la descomposició de Hodge requereixen que M sigui compacta.  Com que això no és cert per a R3, el teorema de descomposició de Hodge no és estrictament una generalització del teorema de Helmholtz. Tanmateix, la restricció de compacitat en la formulació habitual de la descomposició de Hodge es pot substituir per suposicions de decaïment adequades a l'infinit sobre les formes diferencials implicades, donant una generalització adequada del teorema de Helmholtz.

## Aplicacions

### Electrodinàmica
El teorema de Helmholtz és d'interès particular en electrodinàmica, ja que es pot utilitzar per escriure les equacions de Maxwell en la imatge potencial i resoldre-les més fàcilment. La descomposició de Helmholtz es pot utilitzar per demostrar que, donada la densitat de corrent elèctric i la densitat de càrrega, es pot determinar el camp elèctric i la densitat de flux magnètic. Són únics si les densitats s'anul·len a l'infinit i se suposa el mateix per als potencials.

### Dinàmica de fluids
En dinàmica de fluids, la projecció de Helmholtz juga un paper important, especialment per a la teoria de solvència de les equacions de Navier-Stokes. Si la projecció de Helmholtz s'aplica a les equacions de Navier-Stokes incompressibles linealitzades, s'obté l'equació d'Stokes. Això només depèn de la velocitat de les partícules en el flux, però ja no de la pressió estàtica, cosa que permet reduir l'equació a una incògnita. Tanmateix, ambdues equacions, la de Stokes i la linealitzada, són equivalents. L'operador {\displaystyle P\Delta } s'anomena operador d'Stokes.

### Teoria de sistemes dinàmics
En la teoria de sistemes dinàmics, la descomposició de Helmholtz es pot utilitzar per determinar "quasipotencials", així com per calcular funcions de Lyapunov en alguns casos

### Imatges mèdiques
En l'elastografia per ressonància magnètica, una variant de la ressonància magnètica on s'utilitzen ones mecàniques per sondar la viscoelasticitat dels òrgans, la descomposició de Helmholtz s'utilitza de vegades per separar els camps de desplaçament mesurats en el seu component de cisallament (sense divergència) i el seu component de compressió (sense ondulacions).  D'aquesta manera, el mòdul de cisallament complex es pot calcular sense les contribucions de les ones de compressió.

### Animació per ordinador i robòtica
La descomposició de Helmholtz també s'utilitza en el camp de l'enginyeria informàtica. Això inclou la robòtica, la reconstrucció d'imatges, però també l'animació per ordinador, on la descomposició s'utilitza per a la visualització realista de fluids o camps vectorials.